# Ljuben Genov
Ljuben Genov (in cirillico: Любен Генов; Sofia, 2 settembre 1945 – 1989) è stato un tennista bulgaro.
Fu per molti anni componente della nazionale bulgara di Coppa Davis, con la quale ottenne 13 vittorie (di cui 12 in singolare) e 14 sconfitte (tutte in singolare).
Fu campione nazionale bulgaro per 10 anni consecutivi, dal 1970 al 1979.
Nel 1973 disputò le qualificazioni a Wimbledon dove fu sconfitto al primo turno dallo statunitense Billy Martin col punteggio di 2-6 1-6.
Nel 1979 al torneo Challenger di Istanbul si aggiudicò il titolo nella prova di doppio misto in coppia con Diana Moskova.
In sua memoria, a Sofia, si tiene un torneo internazionale seniores intitolato "Memorial Ljuben Genov".